# Tidens tecken (album av Kjell Höglund)
Tidens tecken är det åttonde musikalbumet av den svenske musikern Kjell Höglund, utgivet i april 1984. Skivan släpptes ursprungligen som LP och kassettband; en CD-utgåva kom ut 1993.
Tidens tecken var det första av Höglunds album som utgavs hos bolaget Atlantis efter att de ändrat namn från Alternativ, och skivan fick en något större distribution än artistens föregående album. Det spelades in mellan hösten 1983 och vintern 1984.
På skivan finns sången "Genesarets sjö", som är ett av hans mer kända verk. Låten "Getsemane" släpptes som singel tillsammans med "Genesarets sjö", som den första singel som släppts i samband med några av Höglunds musikalbum.

## Mottagande
Tidens tecken fick genomgående mycket positiva recensioner vid släppet 1984. Göteborgsposten skrev att "Flera av låtarna på Tidens tecken är bland det bästa Kjell Höglund gjort", medan Expressen skrev att Höglund "behövs nu mer än någonsin."
Svenska Dagbladet ansåg att Höglund är "något av det mest säregna vi har i musiksverige" och att han med Tidens tecken var "tillbaka i god form."
I Göteborgs-Tidningen beskrevs Höglund som "en av våra få högst personliga låtskapare," och att resultatet oftast blev "synnerligen tänkvärda och underhållande ballader med poetiska förtecken."
Även Dagens Nyheter var positiva och ansåg att "bilderna" i Höglunds låttexter var "svidande vackra."

## Låtlista
Text och musik: Kjell Höglund.
Sida A
1. "Getsemane" - 4:03
2. "Siciliansk lidelse" - 4:08
3. "Lorelei" - 4:06
4. "Genesarets sjö" - 6:10
5. "Anonym" - 3:05

Sida B
1. "Bland helgon, skurkar och vanligt folk" - 4:18
2. "Graalsång" - 6:35
3. "Vän med livet" - 3:02
4. "Hotell Intim" - 5:25
5. "Magdalenas hemlighet" - 4:54

## Medverkande
- Kjell Höglund - akustisk gitarr (spår A5), sång
- Thomas Almqvist - gitarr, orgel, marimba, kör, synth, klockspel, pukor, percussion, piano
- Bengt Lindgren - bas, kör
- Roger Palm - trummor, percussion
- Hans Muthas - dragspel
- Jan Ugand - kör
- Lasse Holmberg - kör
- Lalla Sandberg - kör
- Janne Bergman - bas
- Finn Sjöberg - gitarr, elgitarr, orgel
- Ann Kristin Hedmark - kör
- Bo Karlström - kör
- Per Månson - kör
- Stefan Blomqvist - kör
- Janne Hansson - synth, percussion

### Fotnoter
1. 1 2  Expressen, 25 april 1984, s. 36. Läst 19 juli 2020.
2. ↑  Kjell Höglund – Tidens Tecken Label: Atlantis Grammofon – AMC 15 Format: Cassette, Album. Läst 23 februari 2021.
3. ↑  Göteborgsposten, 10 december 1983. Läst 19 februari 2021.
4. ↑  Göteborgsposten, 8 maj 1984, s. 30. Läst 19 juli 2020.
5. ↑  Svenska Dagbladet, 18 maj 1984. Läst 26 september 2020.
6. ↑  GT, 2 maj 1984. Läst 26 februari 2021.
7. ↑  Dagens Nyheter, 12 december 1984. Läst 7 november 2020.